# Vittorio Pomilio
Vittorio Pomilio (Francavilla al Mare, Reino de Italia; 6 de mayo de 1933-Francavilla al Mare, Italia; 1 de enero de 2025) fue un baloncestista italiano.

## Carrera

### Club
Jugó de 1955 a 1973 en los equipos Stella Azzurra Roma, Mazzini Bologna y Libertas Pescara.

### Selección nacional
Jugó para Italia en 190 ocasiones de 1957 a 1960 y participó en el Campeonato Europeo de Baloncesto Masculino de 1957.

## Vida personal
Era el padre de la también baloncestista Amalia Pomilio, además de abuelo de los baloncestistas Luca y Simone Fontecchio.